# John Shackley
John Shackley (* 8. Juli 1965 in Liverpool) ist ein englischer Schauspieler. Shackley wurde einem größeren Publikum als Will Parker in der Fernsehserie Die dreibeinigen Herrscher (The Tripods) bekannt.
John Shackley ging auf ein College und erwarb ein Diplom in Theaterstudien. Er trat in die Liverpooler Jung-Schauspieler Gemeinschaft ein und wurde dort vom Regisseur Gordon Flemyng entdeckt. 1983 bekam er eine kleinere Rolle in der Mini-Serie One Summer. Ein Jahr später wurde er unter 400 Bewerbern für die Hauptrolle der BBC-Serie The Tripods ausgewählt.
1994 beendete John Shackley seine Schauspiellaufbahn. Er lebte anschließend mit seiner Familie in Österreich. Seit 1995 ist er für die Hotel-Kette Marriott International tätig, zunächst in Brüssel, seit 2004 in Santiago de Chile. Hier wurde er General Manager des AC Hotels Santiago Costanera Center.

## Filmografie
- 1983: One Summer (Fernsehserie, 3 Folgen)
- 1984–1985: Die dreibeinigen Herrscher (The Tripods, Fernsehserie, 25 Folgen)
- 1987: The Bill (Fernsehserie, 1 Folge)
- 1988: Billy’s Christmas Angels (Fernsehfilm)
- 1990: Screenplay (Fernsehserie, 1 Folge)
- 1994: Ein ehrenwerter Diebstahl (The Steal, als zweiter Regie-Assistent)